# Villa Fruhinsholz
La villa Fruhinsholz est un édifice situé, au 77 avenue du Général-Leclerc, dans la ville de Nancy dans la Meurthe-et-Moselle en région Lorraine (Grand Est).

## Historique

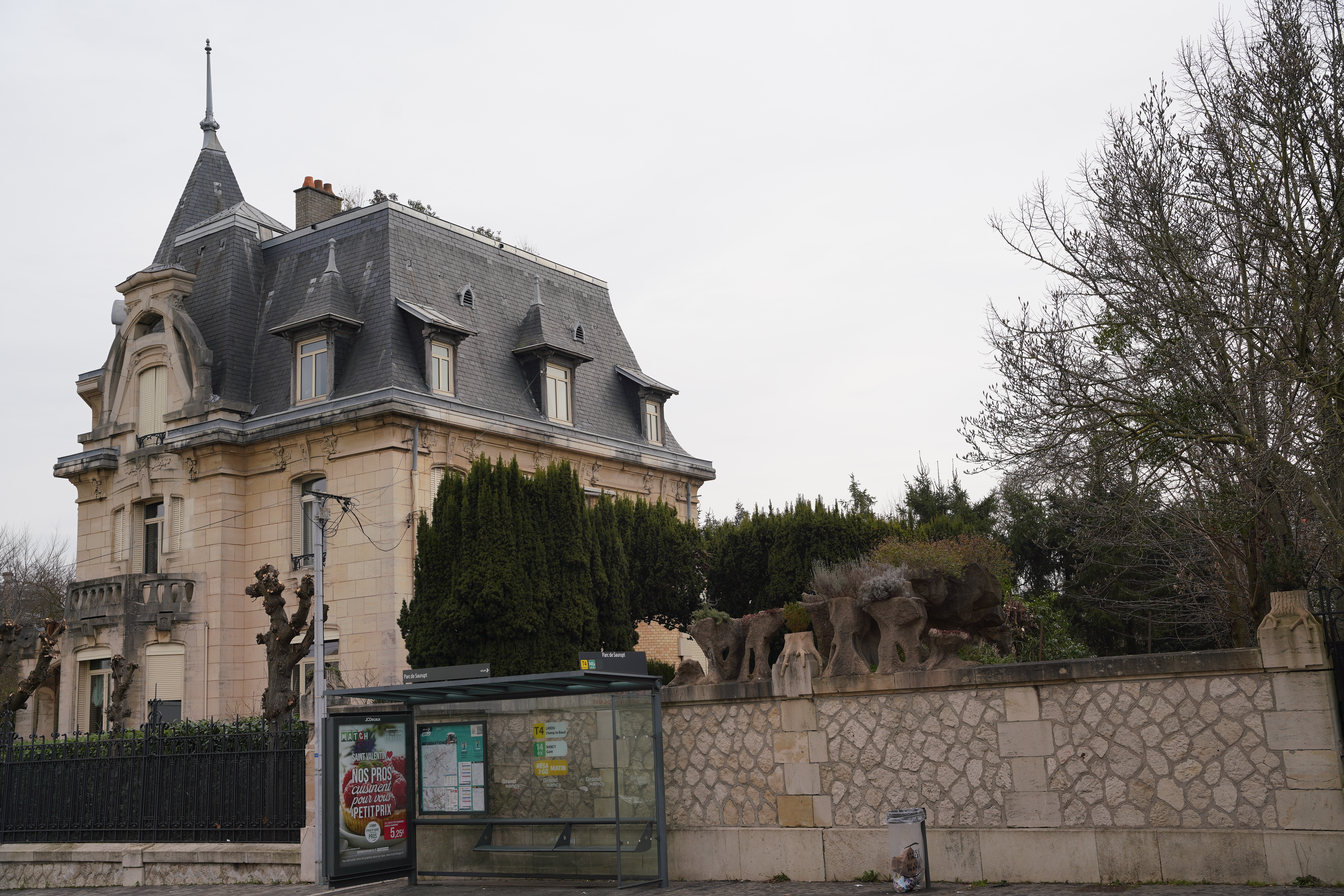
Vue depuis l'avenue Leclerc la façade et la rocaille du jardin.

Construite entre 1908 et 1910 pour Adolphe Fruhinsholz, fabricant de tonneaux, par l’architecte Léon Cayotte, la villa est située dans la cité-jardin du Parc de Saurupt. C'est l'une des dernières villas du lotissement à refléter l'influence de l'Art Nouveau à Nancy. 
La propriété se compose d'un jardin d'agrément, d'un garage et du logement proprement dit. Les verrières sont réalisées par le maître-verrier Jacques Gruber.
La propriété est inscrite au titre des monuments historiques par arrêté du 30 mars 1992 pour ses façades, toitures et grille de clôture.